# Batalla de invierno de Masuria
La batalla de invierno de Masuria entre las tropas alemanas y rusas tuvo lugar durante la Primera Guerra Mundial entre el 7 y el 22 de febrero de 1915 en Masuria (Prusia Oriental, actualmente Polonia). También se la llama Batalla de Invierno de Lyck y Augustów, Batalla de Invierno de los Lagos de Masuria o Segunda Batalla de los Lagos Masurianos y estos dos últimos casos no deben confundirse con la primera batalla de los Lagos Masurianos.

## Preludio
Después de las derrotas sufridas en Tannenberg y en los Lagos Masurianos contra el 8.° Ejército alemán, la dirección militar rusa se vio obligada a traer reservas para estar preparada para futuras operaciones contra los alemanes. Para empeorar las cosas, en el otoño de 1914 las tropas alemanas habían intentado avanzar hacia Varsovia (batalla del río Vístula, batalla de Łódź). El ataque alemán fue repelido con éxito, pero esta operación, que ocurrió a finales de 1914, inmovilizó a casi todas las fuerzas del Frente Noroeste de Rusia. Como la lucha había llegado a un punto muerto entre ambos bandos en el Frente Central en el Vístula, el comandante del frente, el general Nikolái Ruzski, retomó el plan de una ofensiva a través de Prusia Oriental. La Stavka rusa, bajo el mando de Yuri Danilov, vio esto como una alternativa muy prometedora. Los rusos pudieron aprovecharse de todos los recursos, tanto personales como industriales, y gracias a ello planear en crear un nuevo ejército, el 12.º, en la frontera sur del avance territorial alemán. La zona de activación y el eje de despliegue previsto se hacían parecer respecto a la operación del 2.° Ejército, que fue destruido en Tannenberg, engañosamente similar.
No hubo ningún acuerdo entre el personal alemán sobre cómo proceder. El jefe de la OHL, Erich von Falkenhayn, quería reservar todas las fuerzas disponibles para el frente occidental y dejar pasar el invierno en el frente oriental sin más operaciones alemanas. El Jefe de Estado Mayor de Paul von Hindenburg y actual comandante del Frente Oriental, el general Erich Ludendorff, exigió nuevas tropas para otro ataque. Después de que su ofensiva en la Polonia rusa resultó un revés, él se concentró otra vez en Prusia Oriental. La provincia oriental alemana había estado bajo constante amenaza por parte de las tropas rusas desde 1914. La reorganización del 12.º Ejército ruso destacó una vez más la urgencia de este problema. El oficial de menor rango se impuso al Jefe del Estado Mayor del ejército y comenzó a planificar la correspondiente operación.

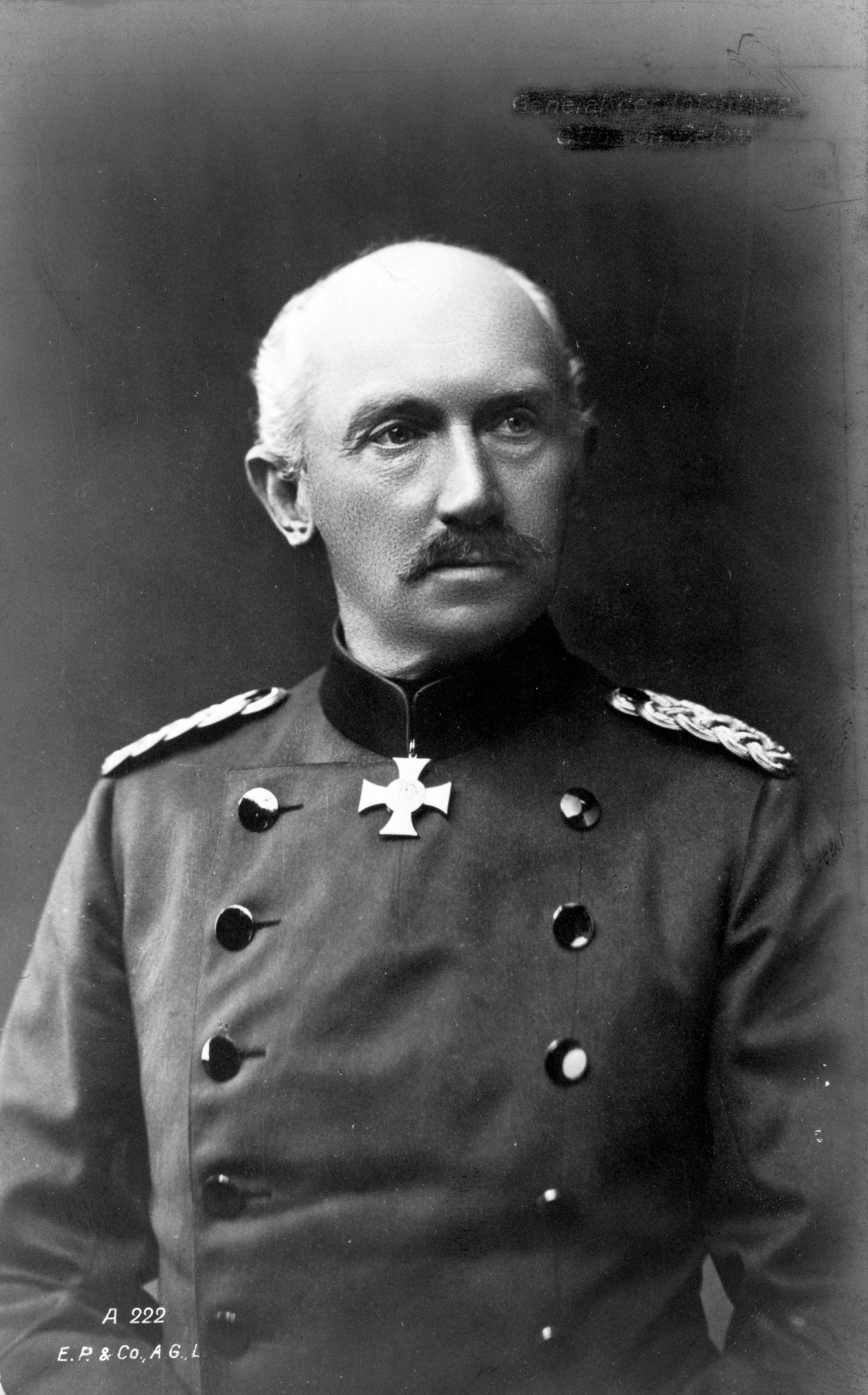
Otto von Below, comandante en jefe del 8.º Ejército

En enero de 1915, el 10.º Ejército alemán, que se encontraba en el frente nororiental de Prusia Oriental, fue reorganizado bajo el mando de Hermann von Eichhorn, mientras que el sur de Prusia Oriental permaneció en el área de mando del 8.º Ejército al mando del general Otto von Below. Para formar esta fuerza, que contaba con unos 250.000 hombres, se retiraron dos cuerpos de ejército del frente polaco y se crearon tres nuevos cuerpos de reserva. El mando del ejército alemán tenía ahora dos ejércitos a su disposición en su provincia más oriental, que podía utilizar para luchar y despejar zonas, que todavía estaban ocupadas por el enemigo.

### Preparación alemana
El plan operativo preveía una nueva batalla envolvente contra el 10.º Ejército ruso bajo el mando de Thadeus von Sivers. Este ejército cubría desde el este la frontera con el Reich alemán y debía ser rodeado por dos puntos de ataque alemanes. En el norte, el mando de tropas del comando Tilsit bajo el mando del general Esebeck cubría la operación hacia el este. Para cubrir el flanco oriental abierto de von Eichhorn estaba la 1.ª División de Caballería al mando del teniente general Hermann Brecht y como reserva prevista la 5.ª Brigada de Infantería de Guardia.
El 10.° Ejército de von Eichhorn (cuartel general en Insterburg, Jefe del Estado Mayor, coronel Hell) debía llevar a cabo el cerco principal hacia el sur en el extremo izquierdo; se le asignaron para ello tres cuerpos de ejército:
- Como ala izquierda, el XXI. Cuerpo de Ejército al mando del general de infantería Fritz von Below, a la izquierda con la 31.ª y a la derecha con la 42.ª División, la dirección del ataque sería a lo largo de la frontera sureste hacia Schirwindt.

- La atención se centró en el XXXIX. Cuerpo de Reserva al mando del teniente general Otto von Lauenstein, a la izquierda con la 78.ª y a la derecha con la 77.ª División de Reserva con el avance hacia Pilkallen.
- El XXXVIII. Cuerpo de Ejército sirvió como ala derecha.al mando del General de Caballería Georg von der Marwitz con la 76.ª y 75.ª División de Reserva.

La 16.ª División Landwehr al mando del general Brodrück mantuvo el contacto con el 8.° Ejército cerca de Gumbinnen. La línea ferroviaria de Insterburgo a Gumbinnen formaba más o menos aquí la frontera militar.

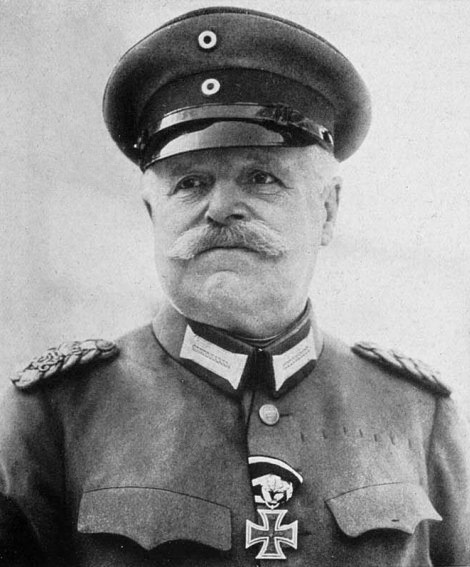
Hermann von Eichhorn, comandante en jefe del 10.º Ejército

El 8.° Ejército, que marchaba más al sur (cuartel general en Sensburg, Jefe de Estado Mayor, general Alfred von Böckmann) tuvo como misión atraer la masa de tropas rusas al centro y avanzar con su ala derecha hacia Johannisburg; para ello estaban a su disposición:
- Como ala izquierda en el Angerapp, la 10.ª División Landwehr al mando del teniente general Hermann Clausius al mando del general de infantería Fritz von Below, la 3.ª División de Reserva al mando del teniente general Richard Kolewe y la 1.ª División Landwehr al mando del general Albano von Jacobi cerca de Angerburgo.

- En el centro estaba el 1.er Cuerpo de Ejército con la 11.ª División Landwehr en la zona de Lötzen y con la 2.ª División al mando del general von Falk frente a Johannisburg.
- En el ala derecha el XXXX. Cuerpo de Reserva bajo el mando del General de Infantería Karl Litzmann con la 79.ª y la 80.ª División de Reserva debía atacar a través de la Johannisburger Heide en Königsdorf, la 3.ª Brigada de Caballería aseguró el ala derecha extrema cerca de Fürstenwalde.
- La 4.ª División de Caballería estuvo en reserva desde el 10 de febrero.

- Frente al 12.° Ejército ruso en el sur estaba el Cuerpo de Ejército bajo el mando del general Ernst von Zastrow y el Cuerpo Friedrich von Scholtz en la línea Mlawa-Willenberg hacia Johannisburg.[1]

### Evaluación rusa de la situación
El Estado Mayor ruso ignoró el peligro que amenazaba al 10.° Ejército ruso a pesar de varias advertencias del general Sivers. El intendente general del STAWKA, general Danilow, desestimó sus preocupaciones diciendo que todas las tropas alemanas disponibles estaban estacionadas en el sector central del frente en Polonia. El comandante superior de Sivers, Nikolái Ruzski, incluso asumió que cualquier avance alemán no podría ser tomado en consideración a causa de la reorganización del 12.º Ejército. El 10.° Ejército ruso contaba con alrededor de 12 divisiones de infantería y 4 de caballería:
- Ala norte: 1.er Cuerpo de Caballería - 1.ª y 3.ª División de Caballería
- III. Cuerpo de Ejército al mando del General de Infantería Segelow - 29.ª y 27.ª División, 56.ª División de Reserva
- Centro: XX. Cuerpo de Ejército al mando del General de Infantería Bulgákov – 28.ª División y 53.ª División de Reserva
- XXIII. Cuerpo de Ejército al mando del mayor general Sarin - 73.ª y 76.ª División de Reserva
- XXVI. Cuerpo de Ejército al mando del General de Infantería Gerngross – 64.ª y 84.ª División de Reserva
- Ala sur: III. Cuerpo de Ejército de Siberia al mando del General de Infantería Radkevich – Siberia. 7.ª y 8.ª División de Infantería, 57.ª División de Reserva, 4.ª y 15.ª División de Caballería

## La batalla
Los combates comenzaron el 7 de febrero de 1915 con el ataque simultáneo de las dos lanzas de ataque  alemanas: el 10.º Ejército avanzó por el extremo norte de la línea rusa, mientras que el 8.º Ejército llevó a cabo la misma maniobra en el sur. Dado que ambas grandes formaciones operaban en el borde exterior de los flancos enemigos, encontraron por ello poca resistencia. El XXXX. Cuerpo de Reserva, la 2.ª División y la 3.ª Brigada de Caballería atacó a través de la Johannisburger Heide contra la línea Gehsen - Wrobeln - Snopken. El 7 de febrero, el grupo Litzmann alcanzó la línea Drygallen-Rollken. Sólo dos días después, el 10.° Ejército se abrió paso en el flanco derecho de las posiciones rusas y alcanzó la línea Kussen-Pillkallen-Willuhnen-Doristal-Slowiki al norte en Gumbinnen. Los soldados alemanes lograron vencer a dos divisiones de caballería y dos divisiones de reserva del ejército de Sivers y las hicieron huir. Esto abrió el camino a las líneas de suministro rusas para las tropas de von Eichhorn y expuso al centro ruso en el área de Goldap a una inmensa amenaza.
Los dirigentes rusos ciertamente podrían haber contrarrestado esta derrota táctica si no hubieran juzgado mal lo que estaba sucediendo en su frente. No esperaban una ofensiva integral. De esa manera se evaluó el movimiento del 8.° Ejército como un ataque al nivel de cuerpo a la fortaleza de Osowiec y se abstuvo de tomar contramedidas enérgicas. Asimismo, la fuerza del 10.° Ejército en el norte fue subestimado. Sus acciones fueron vistas como un ataque a la ciudad guarnición de Kaunas. Incluso el colapso total del flanco derecho, que ocurrió el 11 de febrero, no fue una señal de alarma suficiente para el comandante del ejército ni para el Estado Mayor.

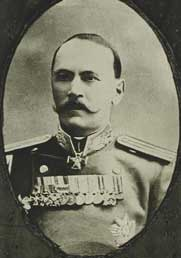
General Thadeus von Sivers

Sólo después de aproximadamente una semana, ya era demasiado tarde, el comandante del frente Ruzski reconoció la gran ofensiva y la amenaza de que el 10.º Ejército fuera rodeado. Planeó una contraofensiva en la zona del Below 8.° Ejército de Below. Cometió dos errores de cálculo que convirtieron su intervención en una catástrofe. Por un lado, él creyó, que el 8.º. Ejército era el avance principal alemán, mientras que en el norte el 10.° Ejército alemán ya había rechazado el ala derecha rusa y se preparaba para rodear el centro ruso. Él quería preparar el 12.° Ejército para una contraofensiva en el sur de Prusia Oriental a pesar de que aún no estaba operativa. Para proporcionar protección de flanco a esta operación, él prohibió cualquier retirada de las tropas del 10.º Ejército ruso. Esto dejó a la masa central (III., XX. y XXVI. Cuerpo) del ejército de Siever atrapada entre los dos ejércitos alemanes, que avanzaban por sus flancos hacia su retaguardia. Por supuesto, la contraofensiva prometida ya no se llevó a cabo. Cuando se reconoció la gravedad de la situación el 14 de febrero, el comandante del ejército dio la orden de retirarse, pero ya era casi demasiado tarde para ello. Los alemanes ya controlaban las carreteras que iban a servir como rutas de retirada para las unidades centrales y se habían establecido en el interior del país. La retirada se convirtió así en pánico. Dos cuerpos en el centro ruso todavía pudieron escapar, pero el XX. Cuerpo bajo el mando del general Bulgakov fue completamente rodeado en una zona forestal cerca de Augustów y se rindió con 12.000 hombres. El resto de estas tropas lograron escapar allí en el último momento y, gravemente diezmadas, se reunieron en una nueva posición de recepción.

## Consecuencias
La batalla de invierno fue una victoria alemana y, en consecuencia, fue reconocida en la propaganda del Reich alemán. Sin embargo, en comparación con las expectativas de Ludendorff, fue sólo un éxito parcial. El Jefe del Estado Mayor del Frente Oriental había planeado destruir completamente el 10.º Ejército ruso en un segundo Tannenberg y luego avanzar por el espacio vacío de enemigos hasta Białystok. El 10.° Ejército ruso, aunque había sido derrotado, logró evitar el cerco total. Los alemanes habían avanzado hasta 150 km y así habían expulsado a las últimas tropas rusas del territorio alemán. Prusia Oriental estaba ahora más o menos asegurada por una barrera de territorio ruso ocupado contra nuevos avances de las fuerzas rusas. Aun así no se pudo provocar un colapso total del frente enemigo. El general Ruzski tuvo entonces que cancelar el avance ya planeado del 12.º Ejército para conquistar Prusia Oriental de forma temporal, pero la capacidad ofensiva de las fuerzas armadas rusas se mantuvo.
El gran duque Nikolás Nikoláyevich, comandante supremo del ejército ruso, reforzó los restos del 10.º Ejército, que se estaba retirando y que tenía su base en la línea Grodno-Olita.con el recién repuesto II., XIII. y XV. Cuerpo. Al mismo tiempo, ordenó al 12.º Ejército ruso bajo el mando del general Plehve, que se había reducido a siete cuerpos de ejército y cuatro divisiones de caballería, que avanzara hacia Przasnysz. Antes de que el 12.° Ejército pudiese avanzar a través del Frente Narew, los alemanes tomaron la iniciativa en el área oeste entre el Vístula y el Narew. Se creó un departamento del ejército bajo el mando del general von Gallwitz que agutinó a todas las unidades alemanas entre Thorn y Willenberg. La 41.ª División del XX. Cuerpo de Ejército (Scholtz) tenía su base en Lomscha y la 37.ª División preparada para Myszyniec. Entre el 11 y el 17 de febrero de 1915, el ala derecha de la División del Ejército de Gallwitz empujó al 1.er Ejército ruso bajo el mando del general Smirnow a través de la línea Plock-Drobin hacia Płońsk.
El I. Cuerpo de Reserva alemán (1.ª y 36.ª Division de Reserva) se separó del Frente Rawka a mediados de febrero y se reagrupó en Willenberg para actuar a la derecha acoplado con el Cuerpo de Zastrow contra el Narew en la primera batalla de Przasnysz. Al norte de Lomscha también estaba involucrada en intensos combates la 3.ª División de Reserva a partir del 21 de febrero. Przasnysz fue tomada brevemente por las tropas del general von Morgen, pero tuvo que renunciarlo en tres días de lucha contra tres cuerpos rusos el día 28 de febrero. El 9 de marzo, los alemanes, que fueron reforzados, atacaron de nuevo en vano en el mismo sector. Hasta el 16 de marzo la 36.ª División de Reserva tuvo que retirarse otra vez ante la suerioridad rusa a la línea al sur de Mława - Chorzele habiendo perdido de 12 cañones por el camino. A finales de marzo de 1915, para estabilizar el frente alemán, se tuvo que traer la 2.ª División y la 75.ª División de Reserva para estabilizarlo.
El 12.° Ejército ruso se mantuvo firme en la zona al norte de Przasnysz, en el frente de Narew, hasta la ofensiva alemana del verano de 1915, pero Nikolás Nikoláyevich tuvo que abstenerse de realizar nuevas ofensivas contra Prusia Oriental por el momento. El general von Sivers se suicidó a principios de marzo. Se nombró entonces el anterior comandante del del 10.° Ejército ruso al anterior comandante del III. Cuerpo de Siberia, el general Yevgeny Radkevich.

## Literatura
- John Keegan: Der Erste Weltkrieg. Eine europäische Tragödie. Rowohlt-Taschenbuch-Verlag, Reinbek bei Hamburg 2001, ISBN 3-499-61194-5. (en alemán).
- Christian Zentner: Der Erste Weltkrieg. Daten, Fakten, Kommentare. Moewig, Rastatt 2000, ISBN 3-8118-1652-7. (en alemán).
- Norman Stone : The Eastern Front 1914–1917. Penguin Books Ltd., London 1998, ISBN 0-14-026725-5. (en inglés).
- Tucker, Spencer C.: The Great War: 1914–1918. Indiana University Press, Bloomington, 1998, ISBN 0-253-33372-5. (en inglés).